# Chase Tower (Chicago)
Chase Tower es un rascacielos de 60 plantas y 259 metros (850 pies) en Chicago, Estados Unidos, su construcción finalizó en 1969. 
Es el noveno edificio más alto de Chicago y el trigésimo más alto de los Estados Unidos.
Los arquitectos del diseño para su posterior construcción fueron las firmas C.F. Murphy Associates y Perkins and Will. Está situado en la calle South Clark Street 21.
El nombre del edificio fue cambiado desde Bank One Plaza el 24 de octubre de 2005, como resultado de una fusión corporativa. Antes de esto el edificio era llamado First National Plaza. Y ni bien terminada su construcción fue la sede oficial del First National Bank of Chicago
El piso 56 del edificio contiene a club privado (a tiempo lleno) llamado The Mid-Day Club, disponible para el alquiler e todo tipo de eventos.
Se encuentra en el sitio donde antiguamene se ubicaba el Morrison Hotel, demolido en 1965.